# フジクローム
フジクローム（英語: Fujichrome ）は、富士フイルムのカラーリバーサルフィルムのブランドである。同ブランドのもと、ベルビア、プロビア等の銘柄がある。8mmフィルムの規格であるシングル8用フィルムも、「フジクローム」ブランドである。

## 略歴・概要
1948年（昭和23年）、富士フイルム初のカラーリバーサルフィルム「フジカラーリバーサルフィルム」（外型・感度ISO10）を発売、1969年（昭和44年）には内型反転方式のシートフィルムを発売、という前史を受けて、1972年（昭和47年）12月、120フィルムでのフジクロームプロフェッショナル120 タイプD（デイライト）とフジクロームプロフェッショナル120 タイプT（タングステン）を発売して、フジクロームラインがスタートする。
映画用フィルムにおいても、翌1973年（昭和48年）3月、内型反転方式のフジクロームRT200（タングステン、ISO200）を発売している。1975年（昭和50年）3月にはフジクロームR25（デイライト、ISO25）、1976年（昭和51年）4月にはそれぞれのサウンド用フィルム、同年12月にはそれぞれのアフレコ用フィルムを発売し、シングル8用フィルムのラインナップが6種類に増えた。
1978年（昭和53年）10月、フジクローム100プロフェッショナル タイプD（デイライト、ISO100）、翌1979年（昭和54年）3月、フジクローム64プロフェッショナル タイプT（タングステン、ISO64）を発売している。1980年（昭和55年）4月、フジクローム400プロフェッショナル タイプD（デイライト、ISO400）を発売した。
1983年（昭和58年）3月には、「ニューフジクローム」と称したラインナップを発表している。フジクローム50プロフェッショナルD（デイライト、感度ISO50）、フジクローム100プロフェッショナルD（デイライト、感度ISO100）、フジクローム64プロフェッショナルT（タングステン、感度ISO64）、フジクロームデュプリケーティングフィルム（複製専用）の4種である。
1990年（平成2年）3月、ベルビア、1994年（平成6年）2月、プロビアを発表した。
映画用フィルムは、1999年（平成11年）3月1日にラインナップを刷新、従来の6種類を全廃し、フジクロームR25N（デイライト、ISO25）とフジクロームRT200N（タングステン、ISO200）の2種類に絞った。
2000年（平成12年）7月、プロビア100Fプロフェッショナル（RDPIII）、プロビア400Fプロフェッショナル（RHPIII）を発売、同年10月にはトレビ400、翌2001年（平成13年）7月にはトレビ100Cを発売した。2003年（平成15年）7月には、「ベルビア」シリーズに100Fと100、新シリーズ「アスティア」に100F、さらにセンシアIII100を発売してラインナップを刷新した。2004年（平成16年）7月には、「フォルティア」を発売している。
2011年（平成23年）9月5日、「フジクロームセンシアIII100」の135フィルム、タングステン光源用フィルムフジクロームT64の135フィルムが同年12月に販売終了、「フジクロームアスティア100F」の120フィルム、220フィルム、シートフィルム（4×5in判、8×10in判、および4×5クイックロードタイプ）が2012年（平成24年）3月に販売終了することをアナウンスした

## 製品

### T64
フジクロームT64（フジクロームティろくじゅうよん、英語: Fujichrome T64）は、2005年（平成17年）に発売された富士フイルムのカラーリバーサルフィルム、写真フィルムである。
同製品は、1979年（昭和54年）3月に発売された フジクローム64プロフェッショナル タイプT、1983年（昭和58年）3月に「ニューフジクローム」と銘打たれたラインナップのひとつとして発売されたフジクローム64プロフェッショナルTの後継製品である。
粒状性はRMS:7であり、ISO 64の感度レヴェルのリバーサルフィルムとしては世界最高レヴェルの質感描写が可能であるとされる。「アスティア100F」「ベルビア100F」で初めて実現した「多重色補正層技術」と「新世代カプラー」を採用しており、色相忠実性が高い。インテリア写真や建築写真、商品写真、イラスト・絵画の複写撮影に最適とされる。
デイライト（太陽光）下では、「富士色温度変換フィルターLBA-12」あるいは「同LBA-2」、「ラッテンフィルターNo. 85B」を必要とする。
ロールフィルムでは、135フィルムでは厚さ0.127ミリメートル、120フィルムでは厚さ0.098ミリメートルのセルローストリアセテートを支持体とし、4×5in判（シノゴ）と8×10in判（バイテン）のシートフィルムでは、厚さ0.175ミリメートルのポリエステルを支持体とする。
現像処理は、「フジクロームフィルムプロセスCR-56」を同社は指定しており、これはコダックのカラーリバーサルフィルム「エクタクローム」現像処方である「E-6現像」と互換性があり、同社は後者の処方でも現像可能であると明言している。
小型映画用フィルムを製造販売するサードパーティであるドイツのヴィットナー・シネテックは、本製品を原反に、スーパー8およびダブル8用フィルム「ヴィットナークロームF64T」 を、日本のレトロエンタープライズとドイツのGKフィルムの2社が共同開発したスーパー8およびシングル8用フィルム「シネビアT64プロフェッショナル」を製造販売している。
2011年（平成23年）9月5日、同年12月の製造終了がアナウンスされ、富士フイルムが製造する「タングステン光源用フィルム」のすべてが生産終了になった。

### R25N
フジクロームR25N（フジクロームアールにじゅうごエヌ、英語: Fujichrome R25N）は、1999年（平成11年）に発売された富士フイルムのカラーリバーサルフィルム、映画用フィルム（シングル8）である。デイライトタイプ、ISO25。
同製品は、1965年（昭和40年）4月に発売された外型リバーサルフィルムフジカラーR25を原点に、1975年（昭和50年）3月に発売された内型リバーサルフィルムフジクロームR25、および1976年（昭和51年）4月発売のフジクロームR25サウンドあるいは同年12月発売のフジクロームR25アフレコの後継製品として、その3製品の全廃とともに1999年3月1日に発売された。2012年（平成24年）3月、販売終了し、同社のシングル8用フィルムはすべてが全廃となる。
1999年3月1日に、本製品と同時発売されたタングステンタイプ・ISO200の内型リバーサルフィルムフジクロームRT200Nは、すでに2010年（平成22年）5月に販売終了している。

### 現行製品
2018年12月現在の現行製品の一覧である。それ以前の製品については、リバーサルフィルム#フジクロームを参照。「フォルティア」「トレビ」「センシア」「アスティア」は既に生産終了している。ベルビア100Fは、HP上の記載はあるが、既に出荷終了している。
- ベルビア
  - フジクロームベルビア50 - デイライト、ISO50
  - フジクロームベルビア100 - デイライト、ISO100
  - フジクロームベルビア100F - デイライト、ISO100 ※4×5、8×10のシートフィルムのみ
- プロビア
  - フジクロームプロビア100F - デイライト、ISO100